# Lemery (Iloilo)
Lemery ist eine philippinische Stadtgemeinde in der Provinz Iloilo. Sie hat 30.851 Einwohner (Zensus 1. August 2015).

## Baranggays
Lemery ist politisch in 31 Baranggays unterteilt.
| - Agpipili - Alcantara - Almeñana - Anabo - Bankal - Buenavista - Cabantohan - Capiñahan - Dalipe - Dapdapan - Gerongan | - Imbaulan - Layogbato - Marapal - Milan - Nagsulang - Nasapahan - Omio - Pacuan - Poblacion NW Zone - Poblacion SE Zone | - Pontoc - San Antonio - San Diego - San Jose Moto - Sepanton - Sincua - Tabunan - Tugas - Velasco - Yawyawan |